# جيليان يورك
جيليان سي يورك (بالإنجليزية: Jillian C. York)‏؛ (18 مايو 1982 -)هي ناشطة أمريكية في حرية التعبير وصحفية وكاتبة في أدب الرحلات. وتشغل منصب مديرة حرية التعبير الدولية في مؤسسة الحد الإلكتروني.

## المسيرة المهنية
في 2006، شاركت يورك في تأليف كتاب سفر حول المغرب وهو: «المغرب - الدليل الثقافي: الدليل الأساسي للعادات والثقافة».
في 2008، التحقت بمركز بركمان للإنترنت والمجتمع، وهو مركز أبحاث في جامعة هارفارد يركز على دراسة الفضاء الإلكتروني، أين عملت ضمن مبادرة أوبن نت، وهو مشروع مشترك هدفه مراقبة وكتابة التقارير عن فلترة الإنترنت وممارسات الجاسوسية الرقمية من قبل الدول. وعملت أيضا على مشروع هيرديكت. كما أجرت بحثا حول هجمات الحرمان من الخدمات. انتقلت في 2011 إلى مؤسسة الحد الرقمي أين تشغل منصب مدير حرية التعبير الدولية.
سُميت يورك «أحد الباحثين الرئيسيين حول السيطرة على الإنترنت والرقابة» ومختصة في حرية التعبير والإعلام الاجتماعي في العالم العربي. تم الاستشهاد على نطاق عريض ببحوثها حول دور الإعلام الاجتماعي في الربيع العربي. في يونيو 2011، سمتها فورين بوليسي أحد أول 100 مفكر يناقشون السياسة الخرجية في تويتر.
يقع نشر كتابات يورك حول حرية التعبير في الغارديان وبلومبرغ وفورين بوليسي. كذلك هي كاتبة عمود منتظمة في موقع الجزيرة الإنجليزية وتكتب بصفة غير منتظمة في الأصوات العالمية التي كانت أحد أعضاء مجلس إدارتها حتى عام 2017. وهي أيضا مؤسسة مشاركة لموقع توك ماروكو الذي حاز جائزة دويتشه فيله لأفضل المدونات في 2010 لفئة أفضل مدوَنة باللغة الإنجليزية.

## وصلات خارجية
- الموقع الرسمي
- توك ماروكو
- أونلاين سنسرشيب
- EFF's Director